# Dictionnaire grec-français
Il Dictionnaire grec-français di Anatole Bailly, comunemente chiamato « il Bailly », è un vocabolario greco antico-francese di riferimento, la cui prima edizione è apparsa nel 1895.

## La prima edizione
Quando intraprese l'elaborazione di un vocabolario greco-francese, Anatole Bailly, professore al liceo di Orléans, è già noto per le sue opere pedagogiche destinate agli allievi che studiavano latino e greco antico. Nella prefazione alla prima edizione, Bailly dichiara di aver iniziato l'elaborazione del vocabolario su consiglio del suo maestro, E. Egger, del quale fa figurare il nome a titolo postumo sulla copertina della prima edizione. 
Bailly dichiara, nella prefazione, di aver composto il dizionario destinandolo agli « allievi dei nostri licei e dei nostri collèges »: distingue inoltre il suo progetto dai vocabolari di greco antico già esistenti in Francia (come il vocabolario per la traduzione in greco antico di Alexandre, Planche e Defauconpret) o all'estero (come A Greek–English Lexicon di Liddell, Scott et Jones, apparso nel 1843, o ancora, in Germania, i repertori di Passow o di Pape), che erano destinati a grecisti avanzati. Il suo lessico contiene « il vocabolario completo della lingua greca classica dalle origini fino all'inizio del VII secolo d.C. », presentando nomi comuni e nomi propri, inclusa la lingua delle Scritture e dei principali Padri della Chiesa. Tuttavia non copre la totalità del lessico tecnico (utilizzato ad esempio dai grammatici), né la totalità delle varianti delle forme presenti solo nelle iscrizioni. Bailly include nelle sue informazioni l'indicazione della quantità sillabica e fornisce passi di autori antichi con i loro riferimenti precisi. Il vocabolario contiene, al termine del volume, delle informazioni di mitologia e di religione presentando i principali dèi ed eroi greci: Bailly attinge queste informazioni dalla Mythologie de la Grèce antique di Paul Decharme pubblicata da Garnier nel 1879.
La prima edizione del Dictionnaire grec-français di Bailly è apparsa nel 1895.

## Riedizioni
Il Bailly ha avuto numerose riedizioni: la sedicesima risale al 1950 e la ventiseiesima al 1963. Queste riedizioni sono regolarmente corrette e migliorate con la partecipazione di vari insegnanti e professori universitari.
La sedicesima edizione, del 1950, in particolare apporta importanti aggiornamenti sull'etimologia delle parole, rinnovata da Pierre Chantraine, e varie altre correzioni supervisionate da Louis Séchan. Per la ventiseiesima edizione, nel 1963, Louis Séchan rifà la sezione di mitologia e religione alla fine del volume e rivede la maggior parte delle voci sulla mitologia e sulla storia religiosa. Questa edizione è ristampata nel 2000 con il nome di « Le Grand Bailly ».
Una versione elettronica, corretta e aumentata, denominata « Bailly 2020 - Hugo Chávez », è stata pubblicata in linea da una squadra di una ventina di professori nel 2020.

## La versione ridotta
Un Abrégé du Dictionnaire grec-français è stato pubblicato nel 1901. In seguito è stato regolarmente ripubblicato.